# 비트 (단위)
| 비트의 양       | 비트의 양 | 비트의 양 | 비트의 양          | 비트의 양   |
| SI 접두어       | SI 접두어 | SI 접두어 | 이진 접두어        | 이진 접두어 |
| 이름            | 표준 SI   | 이진 변환 | 이름               | 값          |
| --------------- | --------- | --------- | ------------------ | ----------- |
| 킬로비트 (kbit) | 103       | 210       | 키비비트 (Kibit)   | 210         |
| 메가비트 (Mbit) | 106       | 220       | 메비비트 (Mibit)   | 220         |
| 기가비트 (Gbit) | 109       | 230       | 기비비트 (Gibit)   | 230         |
| 테라비트 (Tbit) | 1012      | 240       | 테비비트 (Tibit)   | 240         |
| 페타비트 (Pbit) | 1015      | 250       | 페비비트 (Pibit)   | 250         |
| 엑사비트 (Ebit) | 1018      | 260       | 엑스비비트 (Eibit) | 260         |
| 제타비트 (Zbit) | 1021      | 270       | 제비비트 (Zibit)   | 270         |
| 요타비트 (Ybit) | 1024      | 280       | 요비비트 (Yibit)   | 280         |

비트(bit, binary digit)는 하나의 비트는 0이나 1의 값을 가질 수 있고, 각각은 참, 거짓 혹은 서로 배타적인 상태를 나타낸다.
바이트는 비트가 여러 개 모인 것으로, 원래는 크기가 명확히 정해져 있지 않았지만, 현재는 대개 1옥텟인 8비트가 1바이트이다. 4비트는 니블(nibble)이라 부르며, 두 바이트는 일부 전자통신기기에서 워드(word)를 가리킨다.

## 역사
데이터의 부호화는 별개의 부호로써 베이컨의 암호에 사용되었다 (1626).
데이터의 부호화는 별개의 비트로써 바질 부숑(Basile Bouchon)과 장바티스트 팔콘(Jean-Baptiste Falcon, 1732) 이 발명하고, 조셉 마리 자카드 (1804)가 발전시킨, 그리고 나중에 세묜 코르사코프(Semyon Korsakov), 찰스 배비지, 허먼 홀러리스, IBM과 같은 초기 컴퓨터 제조사들에 채택된 천공 카드에 사용되었다. 다른 모습으로 천공 테이프가 있다. 이러한 모든 체계에서, 도구(카드나 테이프)는 개념적으로 각기 배열된 구멍이 뚫렸거나 혹은 아님에 따라 정보의 한 비트를 가지게 된다. 비트에 따른 글의 부호화는 모스 부호(1840) 와 전신 인자기와 주식 시세 표시기(수신용 테이프, 1870) 같은 초기 디지털 통신 장치들에 사용되었다.
1928년 랠프 하틀리는 정보의 대수적 측정의 사용을 제안했다. 처음으로 클로드 섀넌이 그의 1948년도 학술지인 의사소통의 수학적 이론(A Mathematical Theory of Communication)에서 bit라는 단어를 사용했다. 그는 존 튜키가 쓴 Bell Labs의 1947년 1월 9일에 쓰인 메모에 적힌 "binary digit(이진 숫자)" 대신 단순하게 줄인 "bit" 을 근거로 하였다고 한다. 흥미롭게도, 버니바 부시가 1936년에 그 시절의 기계적인 컴퓨터들에 쓰인 천공 카드가 "정보의 비트"를 저장했다고 썼다. 콘라트 추제에 의해 이진법으로 표현된 수를 사용하는 프로그래밍할 수 있는 최초의 컴퓨터가 만들어졌다.

## 같이 보기
- 정보이론
- 정보, 지식
- 바이트
- 비트스트림